# Jenny Calendar

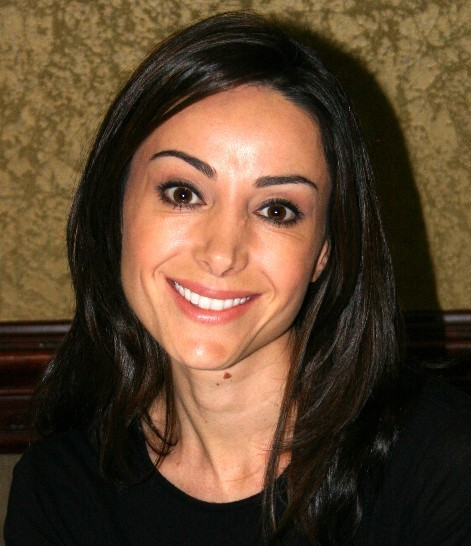
Jenny Calendar, interpretada por la actriz Robia LaMorte.

Jenny Calendar es un personaje de ficción de la serie Buffy la cazavampiros, interpretado por Robia LaMorte. 

## Historia del personaje
La profesora de Programación Informática del instituto de Sunnydale la primera vez que la vemos en la primera temporada ayuda a Giles a eliminar al demonio Moloch de internet; en la segunda temporada inician una relación que marcha bien hasta que Ángel pierde su alma, y en ese momento se sabe que era una gitana cuyo trabajo era ocuparse de que Ángel continúe sufriendo.
Después de reconciliarse con Giles, ella elabora un plan para devolverle el alma a Ángel, pero este la descubre y la asesina.
La última vez que se la ve es en el capítulo 3x10, cuando El Primero toma su apariencia para torturar a Angel y convencerle de que mate a Buffy.